# Клермонт-авеню
Клермонт авеню (англ. Claremont Avenue) — короткий проспект у нейборгуді Морнінгсайд-гайтс на Мангеттені, Нью-Йорк. Починається на 116-й вулиці і тягнеться на північ довжиною одинадцять кварталів, закінчується на Тіман-плейз (захід 127-ї вулиці).